# Nothing Sacred
Nothing Sacred is een Amerikaanse screwball-komedie uit 1937 onder regie van William A. Wellman. Destijds werd de film in Nederland uitgebracht onder de titel Niets is heilig.

## Verhaal
Hazel Flagg is een vrouw uit Vermont, die erachter komt dat haar terminale radiumvergiftiging eigenlijk een foute diagnose was. Wanneer ze vervolgens de roddeljournalist Wally Cook leert kennen, besluit ze met haar verhaal de New Yorkse boulevardpers te manipuleren.

## Rolverdeling
| Acteur            | Personage            |
| ----------------- | -------------------- |
| Carole Lombard    | Hazel Flagg          |
| Fredric March     | Wally Cook           |
| Charles Winninger | Dr. Enoch Downer     |
| Walter Connolly   | Oliver Stone         |
| Sig Ruman         | Dr. Emil Eggelhoffer |
| Frank Fay         | Ceremoniemeester     |
| Troy Brown sr.    | Ernest Walker        |
| Max Rosenbloom    | Max Levinsky         |
| Margaret Hamilton | Winkelhoudster       |
| Olin Howland      | Kruier               |